# Західногімалайські альпійські чагарники та луки
Західногімалайські альпійські чагарники та луки — екорегіон гірських лук та чагарників в західній частині Гімалаїв, від річки Ґандакі в Непалі до західної частини індійського штату Уттаракханд на висотах 3000-5000 м, між лінією лісу і лінією війних снігів. Загальна площа екорегіону — 70 200 км². На схід від річки Ґандакі починається екорегіон східногімалайських альпійських чагарників та лук, а на захід від річки Сатледж — екорегіон північно-західних гімалайських альпійських чагарників та лук. Нижче за 3000 м лежить екорегіон західногімалайських субальпійських хвойних лісів. Више за 5000 м знаходиться зона вічних снігів. На півночі екорегіон переходить у сухіші альпійські степи центрального Тибетського плато.

## Флора
Альпійські чагарники, в яких переважають рододендрони, здебільшого знаходяться при нижчих висотах біля узлісся.
Над чагарниками знаходяться альпійські луки, відомі як буг'яли або бугіали, що підтримують різні трав'янисті рослини, в тому числі види Айстри, Анафаліса, Вітряниці, Гірчака, Дельфінія, Меконопсиса, Морини, Первоцвіта, Перстача, Сосюреї, Тирлича, Цианантуса, Шолудивника і Юринеї. Навесні і влітку альпійські луки покриті яскравими квітами.
На верхніх схилах серед валунів і осипів ростуть низькі рослини родів Ломикаменю, Цибулі, Ряста, Eriophyton, Зірочника, Soroseris і Cremanthodium.
У сухіших частинах екорегіону альпійського степу Караґана-пігми можна знайти: C. gerardiana, Lonicera spinosa, Лускатий та Чорний ялівець, Ephedra gerardiana, Hippophae tibetana, Myricaria rosea, Lonicera spinulosa і Барбарис.

## Фауна
Великі ссавці регіону включають сніжного барса (Uncia uncia), нахура (Pseudois nayaur), гімалайського тара (Hemitragus jemlahicus), гімалайську кабаргу (Moschus chrysogaster) і китайського козерога (Capricornis sumatraensis). Менші ссавці включають кілька видів ласок і пискух.

## Охорона природи
На території екорегіону знаходиться кілька природоохоронних територій, деякі з яких виходять за його межі (в дужках після назви країни вказані коди інших екорегіонів):
- Мисливський резерв Дхорпатан (Непал, IM0502)
- Притулок дикої природи Ґовінд-Пашу-Віхар (Уттаракханд, Індія, IM0403)
- Притулок дикої природи Ліппа-Асранґ (Хімачал-Прадеш, Індія)
- Притулок дикої природи Санґла (Хімачал-Прадеш, Індія)
- Національний парк Ґанґотрі (Уттаракханд, Індія)
- Притулок дикої природи Кедарнатх (Уттаракханд, Індія)
- Національний парк Долина Квітів (Уттаракханд, Індія)
- Національний парк Нанда-Деві (Уттаракханд, Індія)
- Національний парк Шей-Пхоксундо (Непал)
- Природоохоронна територія Аннапурна (Непал, IM0501, PA1003)